# Mon Vasco
Ramón Ezequiel Vasco Pardavila, nacido el 10 de abril en La Coruña en 1951 y fallecido en la misma ciudad el 10 de junio de 1983, fue un escultor español.

## Trayectoria
Mon Vasco estudió en la Escuela de Artes y Oficios Pablo Picasso de La Coruña en 1970 y pertenece a una generación de artistas que en las décadas de los 70 y 80 del siglo pasado, marcaron nuevos hitos en la creación plástica y artística en Galicia.
Sus creaciones se proyectan desde la plástica tridimensional, buscando a través de la escultura no sólo sintonizar con las corrientes internacionales, sino también explorar nuevas opciones materiales y conceptuales.
Su temprana desaparición no le permitió desarrollar una prometedora trayectoria, marcada desde sus inicios por una continua búsqueda experimental, que canalizó cuando en 1972 obtuvo una beca de la Fundación Juan March para viajar a África.
Su interés por el arte primitivo se plasmó en estilizadas esculturas de ébano y secoya en las que el hueco comenzó a tener un gran valor.

#### La Galga y Atlántica (1978 - 1983)
En 1978 junto a Chelín, Xoti de Luís, César Otero, Xaime Cabanas y Correa Corredoira fundan el grupo A Caron, a los que se unen más adelante Pepe Galán, Fermín Encinar, Alfonso Abelenda y los poetas Xavier Seoane y Manuel Rivas, fundando A Galga 1979, un colectivo abierto a la reflexión sobre los nuevos temas de la creación contemporánea multidisciplinar.
Durante estos años, de forma paralela a su participación en colectivos artísticos, inicia una proyección de su obra hacia los espacios urbanos, trabajando formatos de mayor escala escultórica y rompiendo así, con el formato expositivo museístico.
Unicef le encarga el "Monumento al niño" en 1979 ubicado en los jardines de Méndez Núñez, La Coruña. En 1980 realiza también el "Monumento a Barrié de la Maza" situado actualmente en el Aeropuerto de Alvedro de La Coruña, y por último, proyecta en un cuaderno "Aperta"] una obra emblemática del paseo marítimo de la ciudad cercana a la Torre de Hércules. Esta pieza se trata de una obra póstuma.
A partir de plantearse una mayor escala en sus obras, consigue que el vacío de las mismas se convierta en un juego espacial entre el espectador y el paisaje, viviéndolas como una performance única cada vez que son visitadas.
Depura su lenguaje y sigue investigando, evolucionando e indagando en referencias orgánicas y espaciales. 
A comienzos de la década de los ochenta, nació la idea del Grupo Atlántica que reivindicaba la cultura atlántica y abrió el arte contemporáneo gallego hacia una proyección internacional, en el que participaban gente como Guillermo Monroy, Ignacio Basallo, Silverio Rivas, Correa Corredoira, Xaime Cabanas, Manuel Moldes, Antón Lamazares, Francisco Leiro, entre otros.
Desde finales de los setenta intenta dotar a sus esculturas de una estructura modular mínima. Participa en "Atlántica. Últimas tendencias das artes plásticas" en Bayona (1980) con piezas modulares; "Atlántica" realizada en el Centro Cultural de la Villa de Madrid (1981), y en “Atlántica. Novas tendencias da arte galega" realizada en el Pazo de Xelmirez de Santiago de Compostela (1983), mostrando piezas de granito con formas geométricas que se recubren con las superficies rugosas y ásperas del material.
Actualmente pueden verse algunas de sus obras en la exposición permanente del Museo de Belas Artes de Coruña y en la Universidad de Santiago en la facultad de económicas, entre otras colecciones de arte privadas e institucionales gallegas principalmente. 

Fundó en 1978 junto con Xabier Correa Corredoira e Pepe Galán, entre otros nombrados anteriormente, o grupo Galga. A partir de 1980 formó parte del Grupo Atlántica.

Fallece el 10 de junio de 1983 a consecuencia de un infarto a los 32 años. Su escultura quedó definitivamente inconclusa.  

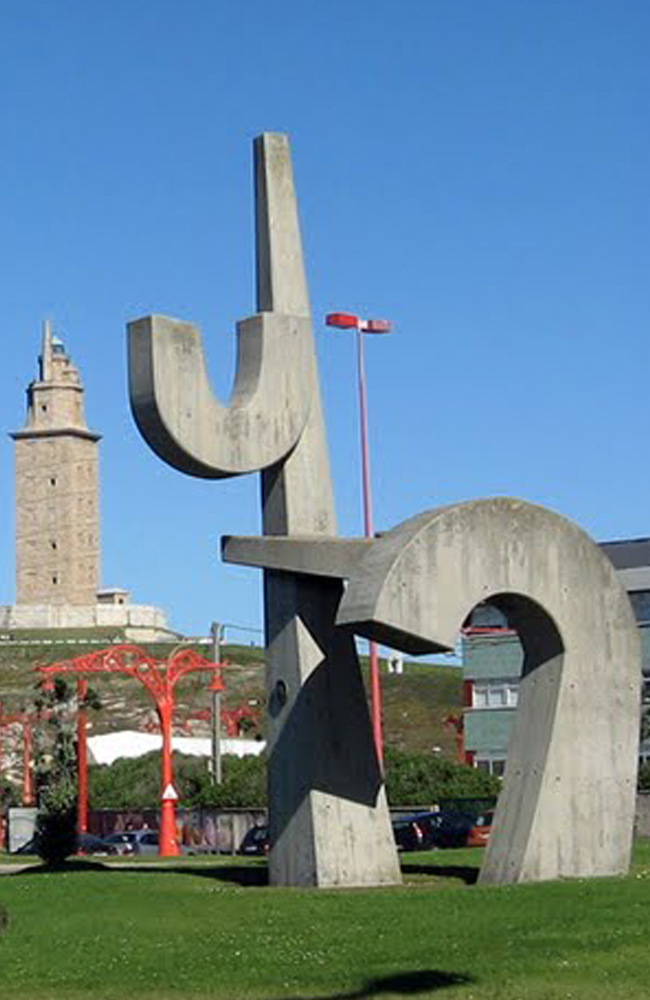
Aperta, Paseo marítimo de La Coruña 1993
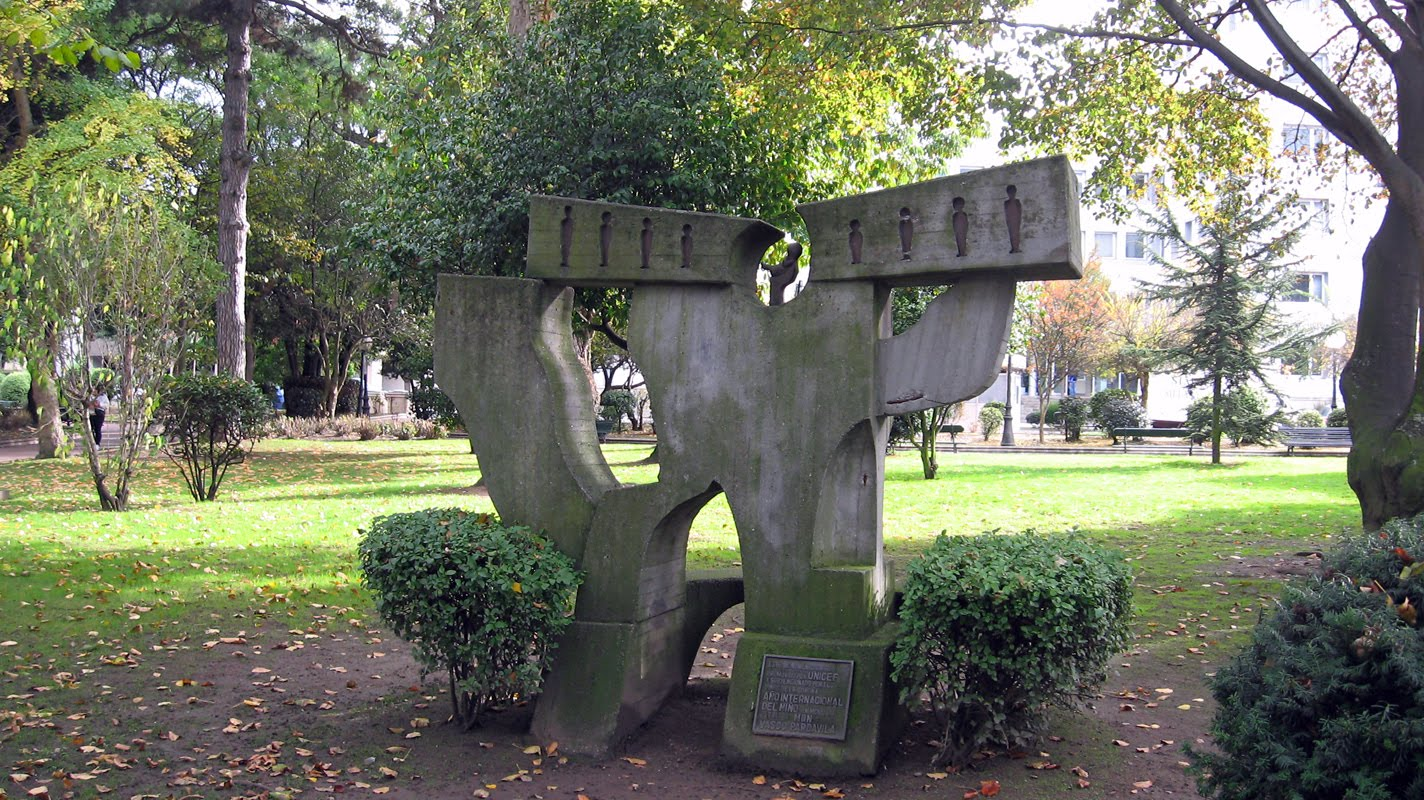
Monumento al niño, en los Jardines de Méndez Núñez 1979
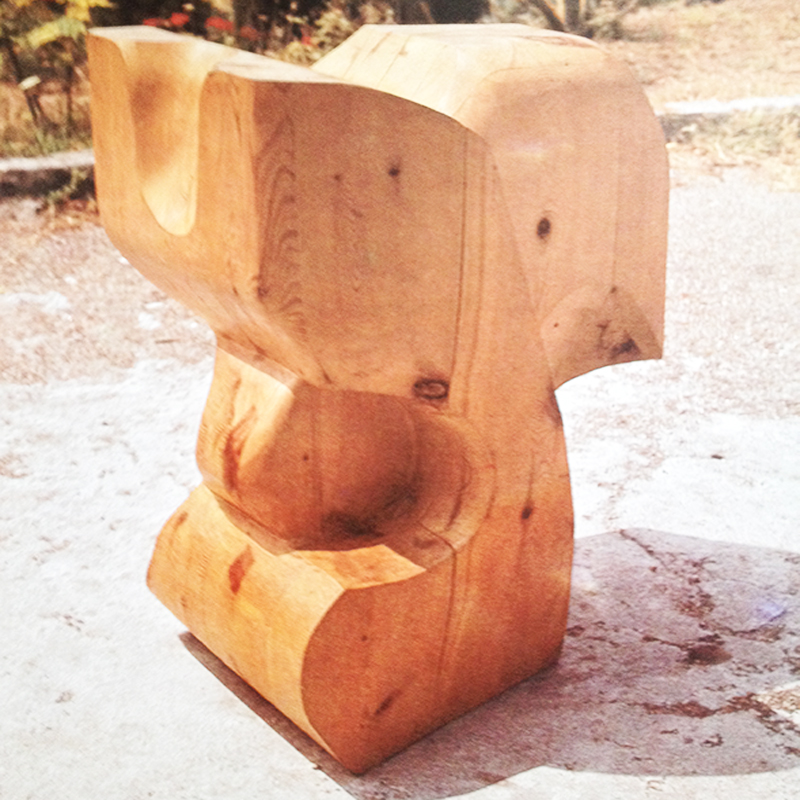
"Sin título" Pino Rojo 1977 - 72x40x53cm